# Marāveh Tappeh (kommunhuvudort i Iran)
Marāveh Tappeh (persiska: مراوه تپه) är en kommunhuvudort i Iran.   Den ligger i provinsen Golestan, i den norra delen av landet, 500 km nordost om huvudstaden Teheran. Marāveh Tappeh ligger 210 meter över havet och antalet invånare är 5 602.
Terrängen runt Marāveh Tappeh är kuperad åt nordost, men åt sydväst är den platt. Marāveh Tappeh ligger nere i en dal.Runt Marāveh Tappeh är det ganska glesbefolkat, med 48 invånare per kvadratkilometer. Marāveh Tappeh är det största samhället i trakten. Omgivningarna runt Marāveh Tappeh är i huvudsak ett öppet busklandskap.